# Trachinus collignoni
Trachinus collignoni är en fiskart som beskrevs av Roux, 1957. Trachinus collignoni ingår i släktet Trachinus och familjen fjärsingfiskar. Inga underarter finns listade i Catalogue of Life.